# 로건 (래퍼)
로건은 대한민국의 가수다. 2019년 싱글 《L:Live》로 정식 데뷔했다.

## 방송
- 쇼미더머니 777 (2018) - Top60

## 음반
- L:Live (2019)
- O:오산 (2019)

### B.F.A.M.
- Brother From Another Mother (2020)